# Henrique III do Congo
Henrique III (1798 - 1857) apelidado de "Fu Kia Ngo" (Fantasia de Leopardo) foi o manicongo (rei) do Reino do Congo entre 1842 e 1857.   

## Biografia
Henrique, apelidado de "Fu Kia Ngo" (Fantasia de Leopardo), pertencia a facção Quivuzi, formada pelos Água Rosada e os Quinzala do sul. Ele destronou André II e foi coroado rei em 13 de janeiro de 1844 pelo padre nativo António-Francisco Necessidades, que foi nomeado bispo. A linhagem de seu antecessor se manteve no poder na cidade de Mabanza Amputo. 
Henrique III começou a politica de submissão do Congo a Portugal, finalizada por seus sucessores. Em 26 de junho de 1845, assina com um capelão português em nome do governador de Angola um tratado de encarregava os portugueses de protege-lo de seus inimigos e reprimir qualquer revolta contra o manicongo. Em 1851 enviou uma carta a rainha Maria II, na qual assegurava "seu respeito e fidelidade". 
Antes do final de seu reinado, os portugueses ocupam Ambriz em maio de 1855 e logo depois Bembe, em setembro de 1855. Henrique III faleceu com uma idade de octogenário em 23 de janeiro de 1857. Após sua morte uma nova guerra civil se inicia entre os Quimpanzo, que tomam o poder com Álvaro XIII e os Quivuzi, liderados por Pedro Elelo.

## Família
Dom Henrique III foi pai de três filhos; Dom Álvaro, que tenta se impor como rei em 1843. Dom Domingos e Dom Nicolau, que é enviado a Lisboa para estudar em 1845 e posteriormente em 1846 para Coimbra, na companhia de António-Francisco das Necessidades. Ao retornar ao Luanda, protesta contra a política de submissão a Portugal. Nicolau foi brutalmente assassinado em 1860, em Quissembo. 
Um irmã mais velha de Henrique, cujo nome se desconhece, foi mãe de Álvaro XIII. Sua irmã mais nova, Dona Isabel, foi mãe de Dom Afonso, duque de Umbamba, Dom Pedro Lefula, marquês de Catende, Dom Henrique Nuzanga e Dom Sebastião Nglelezo. 
 

Seu irmão, Dom Aleixo de Água Rosada, é considerado um precursor do nacionalismo africano. Em 1841, ele encorajou os dembos, ao norte de Luanda, a não pagarem impostos e nem se submeterem aos portugueses. Capturado, ficou preso em Luanda de 1842 até 1856. 